# Garland O'Shields
Garland Lee O'Shields (Danville, 23 maggio 1921 – Houston, 17 gennaio 2001) è stato un cestista statunitense, professionista nella BAA e nella NBL.